# Wilhelm Ackermann
Wilhelm Ackermann, född 29 mars 1896 i Herscheid, , död 24 december 1962 i Lüdenscheid, var en tysk matematiker och logiker.
Ackermann skrev sin doktorsavhandling under Hilbert 1925. I denna presenterades ett bevis utan induktion för att aritmetiken är motsägelsefri. År 1928 skrev han tillsammans med Hilbert Grundzüge der Theoretischen Logik. År 1956 presenterade Ackermann en alternativ axiomatisering av mängdläran. Han var korresponderande ledamot av Akademie der Wissenschaften zu Göttingen.